# 941 Murray
Murray (asteróide 941) é um asteróide da cintura principal, a 2,2410204 UA. Possui uma excentricidade de 0,1954472 e um período orbital de 1 697,96 dias (4,65 anos).
Murray tem uma velocidade orbital média de 17,84625606 km/s e uma inclinação de 6,63825º.
Esse asteróide foi descoberto em 10 de Outubro de 1920 por Johann Palisa.